# Караагач (вилает Лозенград)
Вижте пояснителната страница за други значения на Караагач.
Караагач (на турски: Karaağaç) е село в Източна Тракия, Турция, Вилает Лозенград. Околия Люлебургас.

## География
Селото се намира на 13 км южно от Бунархисар.

## Личности
Починали в Караагач
- Антон Антонов Пейчев, български военен деец, подпоручик, загинал през Балканската война[1]
- Васил Бояджиев Матеев, български военен деец, капитан, загинал през Балканската война[2]
- Васил Георгиев Налбантов, български военен деец, поручик, загинал през Балканската война[3]
- Ганчо Петров (Ганчев) Ганев, български военен деец, подпоручик, загинал през Балканската война[4]
- Дико Кръстев Диков, български военен деец, подпоручик, загинал през Балканската война[5]
- Димитър Радев Стайков, български военен деец, подпоручик, загинал през Балканската война[6]
- Илия Юрданов Христов, български военен деец, подпоручик, загинал през Балканската война[7]
- Никола Георгиев Попов, български военен деец, подполковник, загинал през Балканската война[8]
- Николай Василев Недев, български военен деец, подпоручик, загинал през Балканската война[9]
- Панайот Нонев Киселков, български военен деец, подпоручик, загинал през Балканската война[10]
- Панайот Сапунджиев, български военен деец, подпоручик, загинал през Балканската война[11]
- Петко Денев Есенев, български военен деец, подпоручик, загинал през Балканската война[12]
- Петър Иванов Начев, български военен деец, подпоручик, загинал през Балканската война[13]
- Петър Иванов Петров, български военен деец, подпоручик, загинал през Балканската война[14]
- Продан Несторов Стоянов, български военен деец, подпоручик, загинал през Балканската война[15]
- Стефан Жеков Жеков, български военен деец, майор, загинал през Балканската война[16]
- Стоян Юрданов, български военен деец, поручик, загинал през Балканската война[17]
- Христо Чехларов, български военен деец, поручик, загинал през Балканската война[18]
- Янко Василев Мандаджиев, български военен деец, подпоручик, загинал през Балканската война[19]